# 平谷站
40°09′16″N 117°06′40″E / 40.154381°N 117.111206°E
平谷站位于北京市平谷区马昌营镇，是大秦铁路的一座火车站，等级为四等站，距大同站388公里，距秦皇岛站265公里，本站及相邻上下行区间均为电气化区段。大秦铁路为煤运铁路，全线不办理客运业务。